# La Teja

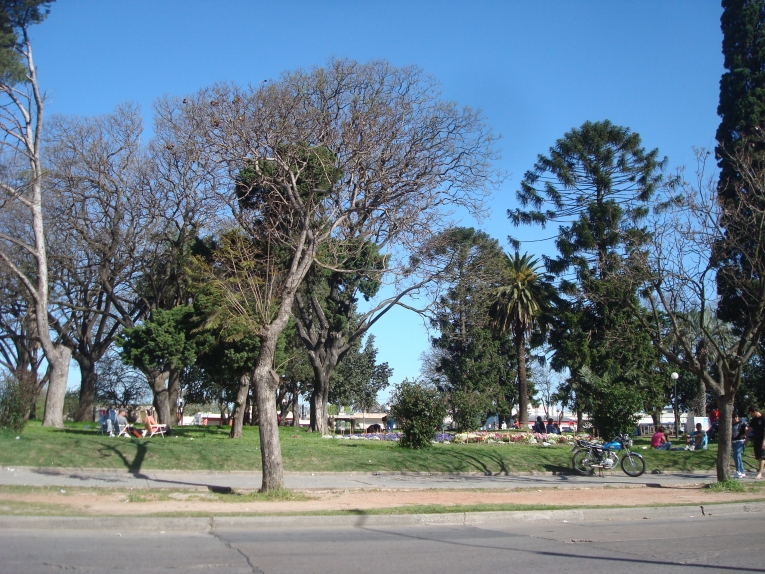
Plaza Lafone in La Teja

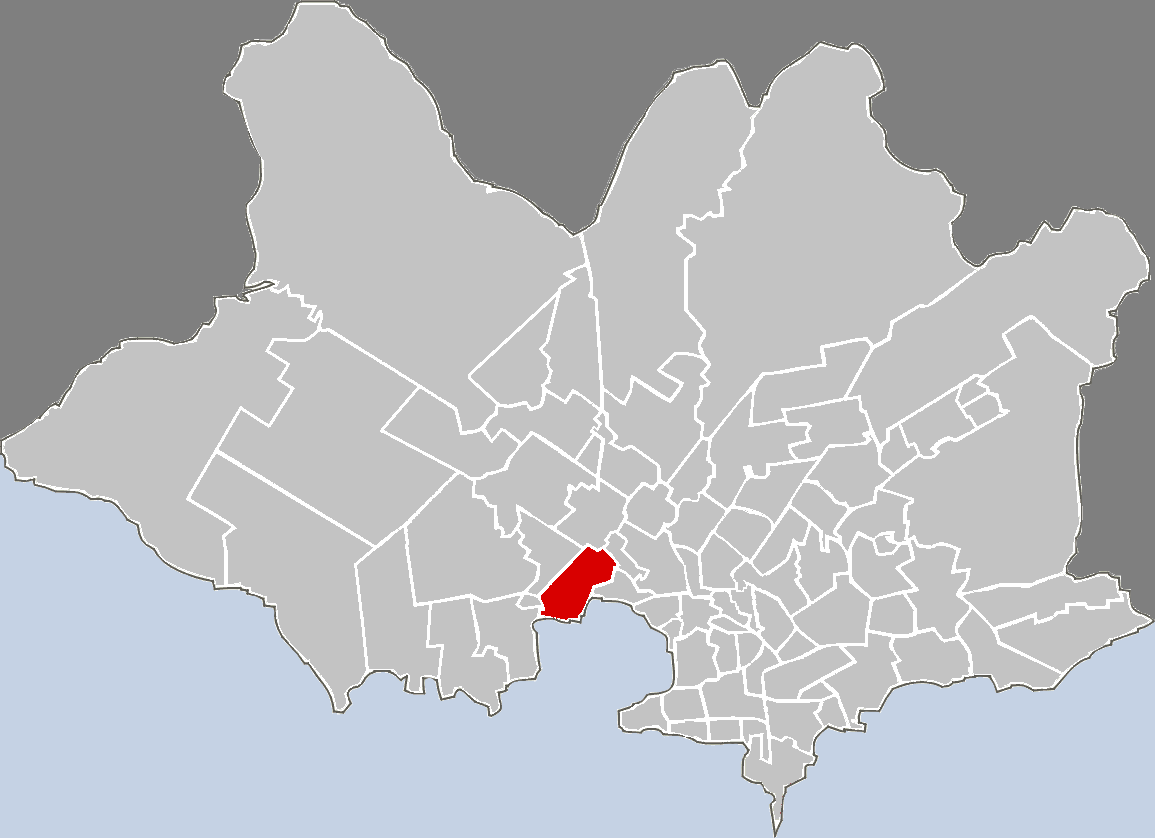
Lage von La Teja in Montevideo

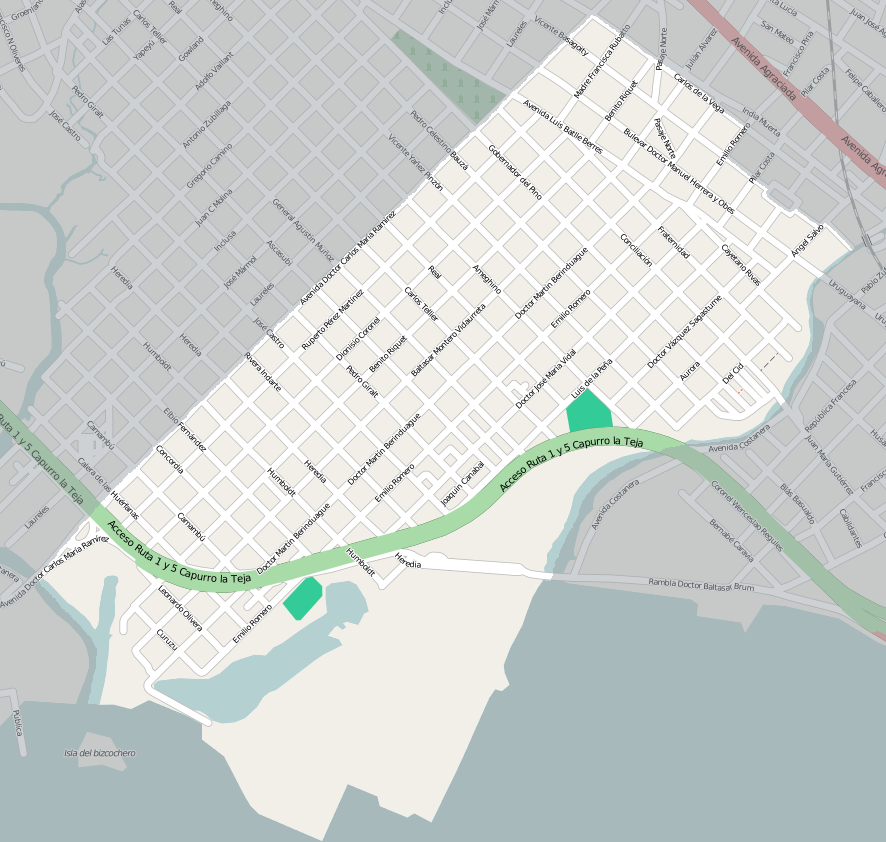
Plan von La Teja

La Teja ist ein Stadtviertel (barrio) der uruguayischen Hauptstadt Montevideo.

## Lage
Es befindet sich nordwestlich des Stadtkerns im Süden des Departamentos Montevideo. La Teja grenzt dabei im Süden an die Bucht von Montevideo. Südwestlich liegt der Stadtteil Cerro, während im Nordwesten Tres Ombúes – Pueblo Victoria anschließt. Im Nordosten führt Prado - Nueva Savona, im Südosten Capurro - Bella Vista das Stadtgebiet fort. Nördlich ist Belvedere gelegen. Das Gebiet von La Teja ist dem Municipio A zugeordnet.

## Sonstiges
Das Barrio ist Heimat des uruguayischen Fußballvereins CA Progreso.